# ان‌جی‌سی ۲۲۱۷
ان‌جی‌سی ۲۲۱۷ (انگلیسی: NGC 2217) نام یک کهکشان در صورت فلکی سگ بزرگ است.